# شهرستان (بشاريات الغربي)
شهرستان (بالفارسية: شهرستان) هي منطقة سكنية تقع في إيران في قسم بشاریات الغربي الریفي. يقدر عدد سكانها بـ 446 نسمة .